# Рудинський Юрій Миколайович
Юрій Миколайович Рудинський (нар. 14 січня 1962) — радянський та український футболіст та тренер, виступав на позиції нападника та півзахисника.

## Кар'єра гравця
Вихованець луганського спортінтернату. Футбольну кар'єру розпочав у «Металісті». Дебютував у футболці харківського клубу 14 жовтня 1980 року в переможному (5:1) домашньому матчі 40-о туру Першої ліги проти джиззакського «Бустону». Юрій іийшов на поле на 80-й хвилині, замінивши Сергія Малька. Цей матч виявився єдиним для молодого гравця у футболці «Металіста». Наступний сезон він відіграв у севастопольській «Атлантиці» (23 матчі, 1 гол). У 1982 році повернувся до Харкова, де став гравцем місцевого «Маяка». Команда виступала в Другій лізі СРСР. У харківському клубі відіграв 4 сезони, провів 159 матчів та відзначився 20-а голами. У 1986 році перейшов до іншого друголігового клубу, криворізького «Кривбасу». У команді провів два сезони, за цей час у чемпіонаті СРСР зіграв 77 матчів (4 голи), ще 2 поєдинки зіграв у кубку СРСР. З 1988 по 1989 роки захищав кольори аматорських клубів «Кремінь» (Кременчук) та «Металург» (Куп'янськ). У 1990 році повернувся до «Маяка», був одним з провідних гравців команди. За харківський клуб зіграв 35 матчів (7 голів) у Другій нижчій лізі. Наступний сезон розпочав у запорізькому «Торпедо», зіграв 12 матчів та відзначився 2-а голами в Другій лізі СРСР. По ходу сезону залишив команду та перейшов до складу клубу Другої нижчої ліги «Енергомаш» (Бєлгород). Після розпаду СРСР залишився в російському клубі, який отримав право стартувати в першому розіграші чемпіонату Росії серед клубів Першої ліги. У цьому турнірі дебютував 13 серпня 1992 року в переможному (4:1) домашньому поєдинку 20-о туру Західної зони проти азовського АПК. Рудинський вийшов на поле в стартовому складі, а на 84-й хвилині його замінив Олег Артамонов. Єдиним голом у Першій лізі відзначився 19 вересня 1992 року на 82-й хвилині нічийного (3:3) виїзного поєдинку 27-о туру західної зони проти петербурзького «Динамо». Юрій вийшов на поле в стартовому складі, а на 82-й хвилині його замінив Володимир Шаповалов. У складі «Енергомаша» в чемпіонатах СРСР та Росії зіграв 25 матчів та відзначився 2-а голами.
У 1993 році повернувся до України. Виступав за «Авангард» (Мерефа) в аматорському чемпіонаті України (17 матчів). У команді відіграв два сезони. Також зіграв 1 матч у кубку України.

## Кар'єра тренера
По завершенні кар'єри гравця розпочав тренерську діяльність. Працював з юнацькою та молодіжною командою харківського «Металіста», тренував воротарів клубу. У 2016 році очолив СК «Металіст» у чемпіонаті Харківської області. У 2018 році нетривалий період часу тренував харківську «Кобру».